# Конрад VII фон Дипхолц
Конрад VII (X) фон Дипхолц (на немски: Konrad VII (V, X) von Diepholz; † 26 септември 1426, Детерн) е господар на Дипхолц.

## Произход
Той е син на господар Йохан II фон Дипхолц († 20 ноември 1422) и съпругата му графиня Кунигунда фон Олденбург, дъщеря на граф Конрад II фон Олденбург († 1401/1402) и Кунигунда. Внук е на Конрад VI фон Дипхолц († 1379) и графиня Армгард фон Валдек. Брат е на Рудолф фон Дипхолц († 24 март 1455), епископ на Утрехт (1423 – 1455) и епископ на Оснабрюк (1454 – 1455). Сестра му Ирмгард († 24 март 1426) е омъжена 1399 г. за граф Конрад IV фон Ритберг († 21 май 1428).

## Фамилия
Конрад VII (V, X) се жени пр. 31 октомври 1406 г. за графиня Ирмгард фон Хоя († 25 ноември 1416), дъщеря на граф Ото III фон Хоя († 1428) и втората му съпруга принцеса Матилда/Мехтхилд фон Брауншвайг-Люнебург († 1433), дъщеря на херцог Магнус II Торкват фон Брауншвайг-Люнебург († 1373) и принцеса Катарина фон Анхалт-Бернбург († 1390). Те имат децата:
- Ото фон Дипхолц († сл. 1484), господар на Дипхолц, женен на 3 юли 1441 г. за Хайлвиг фон Бронкхорст († сл. 28 октомври 1498)
- Йохан III фон Дипхолц (* 1398; † 29 март 1437), епископ на Оснабрюк (1424 – 1437)
- Конрад III фон Дипхолц († 20 май 1482), епископ на Оснабрюк (1455 – 1482).